# ももクロ春の一大事2012 〜横浜アリーナ まさかの2DAYS〜
『ももクロ春の一大事2012 〜横浜アリーナ まさかの2DAYS〜』（ももクロはるのいちだいじ にせんじゅうに 〜よこはまアリーナ まさかのツーデイズ〜）は、2012年4月21日と4月22日に開催されたライブ。
両日で全く違う内容・ステージ形態での公演が行われ、同会場においては前例のない試みとなった。演出の佐々木敦規は、アーティストとしての振り幅を見せる意図があったと語っている。1日目の『ももクロ☆オールスターズ』と、2日目の『見渡せば大パノラマ地獄』で構成される。
Blu-ray & DVDとして発売されており、DVDはレンタルにも対応している。

## ももクロ春の一大事2012 〜ももクロ☆オールスターズ〜
グループにとって初のホール連続公演の1日目。エンドステージが設けられ、ソロ曲・ユニット曲や多数のスペシャルゲストとのコラボを中心に披露した。その後グループのライブに欠かせない存在となる松崎しげるも初登場。さらに、無名時代からももクロのファンで特に早見あかり推しだったという指原莉乃が登場し、持ち歌を披露した。
それまでに経験したことのないコラボレーションの試みを終えてリーダーの百田夏菜子は、「いつでも順風満帆というわけでもない。“3歩進んで2歩下がる”でもいいから、1歩ずつ前に進んでいきたい」と初日のステージを締めくくった。
この日は、約1万1000人を動員。横浜アリーナに隣接するセンテニアルホールと、全国の映画館でグループ初のライブビューイングも実施された。

### セットリスト
overture 〜ももいろクローバーZ参上!!〜（オープニング）
1. DNA狂詩曲
ライブでは初披露。
2. 猛烈宇宙交響曲・第七楽章「無限の愛」
3. LOST CHILD
4. BIONIC CHERRY
5. 労働讃歌
6. 涙目のアリス / 玉井詩織
初披露曲。会場で販売されたアルバム『ももクロ★オールスターズ2012』に収録。
7. 津軽半島龍飛崎 / 高城れに
同上。
8. あーりんは反抗期! / 佐々木彩夏
同上。
9. 教育 / 有安杏果 with 在日ファンク
同上。
10. 恋はあせらず / マス寿司三人前（有安・玉井・高城） with 在日ファンク
初披露曲（THE SUPREMESのカバー）。音源化はされていない。
11. 渚のラララ / 百田夏菜子 with ザ・ワイルドワンズ
初披露曲。アルバム『ももクロ★オールスターズ2012』に収録。
12. …愛ですか? / 玉井詩織 with 横森良造
『NHKのど自慢』のパロディーコーナー内で披露。横森良造がアコーディオンで伴奏を付け、以前出演した番組『さんまのまんま』の「まんまちゃん」が判定の鐘を鳴らした。
13. 筑波山麓合唱団 / デューク・エイセスと一匹（高城れに） with 青空球児・好児
14. 街の妖怪さん / 高城れに with デューク・エイセス
森のくまさんの替え歌（高城れに作詞）。音源化はされていない。
15. それでも好きだよ  / 指原莉乃
16. Chai Maxx
17. ツヨクツヨク
18. 事務所にもっと推され隊 / 事務所に推され隊（有安・高城）
初披露曲。アルバム『ももクロ★オールスターズ2012』に収録。
19. シングルベッドはせまいのです / ももたまい（百田・玉井）
同上。
20. だって あーりんなんだもーん☆ / 佐々木彩夏 with ももメイツ
21. ももクロのニッポン万歳!
22. 行くぜっ!怪盗少女（アンコール）
23. 走れ!（アンコール）
24. コノウタ / ももクロ☆オールスターズ（アンコール）

特典映像（DVD & Blu-ray）
ももクロ的「楽しい」の作り方

## ももクロ春の一大事2012 〜見渡せば大パノラマ地獄〜
アリーナ中央の円形ステージで360°全方向へのパフォーマンスを披露。この様なステージでの公演はグループにとって初の試みであり、バックダンサーやゲストも一切なしという、ごまかしの効かない演出となった。振り付けもステージの形状に合わせて、ほとんどの楽曲でアレンジが加えられ、「大パノラマ地獄」と題した試練のステージとなった。
序盤で玉井詩織は、「いいかお前らー! 私たちは逃げも隠れもしないぞー! 360度? 上等だ! 私たちの覚悟をしっかりと受け止めろー!」と煽り、濃密なパフォーマンスが繰り広げられた。最後には百田夏菜子が「これからも私たちと一緒に『Z伝説』を作っていきましょう!」とファンに呼びかけ、客席からは「世界のももクロ ナンバーワン!」のコールがどこからともなく沸き起こり、メンバーが涙を流し感動的なフィナーレとなった。
映像作品のオリコンチャートも、1日目より2日目（本作）の方が高い。この日は、約1万4000人を動員。前日に引き続きライブビューイングも実施された。

### セットリスト
OPENING FLAG SHOW（オープニング）
1. Chai Maxx
衣装は、胸が『マジンガーZ』の女性型ロボ・アフロダイA、ダイアナンAを想起させるデザイン[4]。
2. DNA狂詩曲
3. ピンキージョーンズ
4. CONTRADICTION
5. LOST CHILD
6. Z伝説 〜終わりなき革命〜
7. キミノアト
8. 天手力男
9. BIONIC CHERRY
10. ワニとシャンプー
11. ココ☆ナツ
12. ミライボウル
13. Believe
14. 労働讃歌
15. ももクロのニッポン万歳!
16. オレンジノート
17. 猛烈宇宙交響曲・第七楽章「無限の愛」
ライブ映像 - GYAO!
18. 白い風
19. 走れ!
20. ツヨクツヨク
21. 行くぜっ!怪盗少女
22. PUSH（アンコール）
初披露曲。シングル「Z女戦争」に収録。
23. スターダストセレナーデ（アンコール）
24. コノウタ（アンコール）
25. あの空へ向かって（アンコール） 
結成日に初めて人前で歌唱した曲であり、大きなライブでは最後に歌われることが多い。ファンによる「世界のももクロNo.1」というお決まりの掛け声が入る。

特典映像（DVD & Blu-ray）
見渡せば地獄 気が付けば天国

## 限定販売アルバム『ももクロ★オールスターズ2012』
『ももクロ★オールスターズ2012』（ももクロ・オールスターズにせんじゅうに）は、この公演の会場などで限定販売されたももいろクローバーZのアルバム。CDの販売終了後も音楽配信サイトでダウンロードが可能となっている。

### 収録曲
1. 渚のラララ / 百田夏菜子 with ザ・ワイルドワンズ [4:53]
作詞・作曲：加瀬邦彦、編曲：上田健司
渚のラララ - 加瀬邦彦オフィシャルブログ
2. 涙目のアリス / 玉井詩織 [4:45]
作詞：松井五郎、作曲・編曲：林哲司
3. あーりんは反抗期! / 佐々木彩夏 [4:45]
作詞・作曲・編曲：前山田健一
4. 教育 / 有安杏果 with 在日ファンク [3:16]
作詞・作曲・編曲：浜野謙太
5. 津軽半島龍飛崎 / 高城れに [4:16]
作詞：田久保真見、作曲：田尾将見、編曲：伊戸のりお
6. シングルベッドはせまいのです / ももたまい（百田夏菜子&玉井詩織） [4:06]
作詞・作曲・編曲：前山田健一
7. 事務所にもっと推され隊 / 事務所に推され隊（有安杏果&高城れに） [4:05]
作詞・作曲・編曲：前山田健一
8. 渚のラララ（off vocal ver.）
9. 涙目のアリス（off vocal ver.）
10. あーりんは反抗期!（off vocal ver.）
11. 教育（off vocal ver.）
12. 津軽半島龍飛崎（off vocal ver.）
13. シングルベッドはせまいのです（off vocal ver.）
14. 事務所にもっと推され隊（off vocal ver.）

### 参加ミュージシャン
渚のラララ
- ベース：上田健司
- ドラム：JAH-RAH
- ギター：中重雄（ザ・サーフコースターズ）
- オルガン：浦清英
- コーラス：ザ・ワイルドワンズ

涙目のアリス
- プログラミング & キーボード：林哲司
- マニピュレーター：梅原薫 / 志熊研三
- コーラス：久保田薫 / 川島亜矢子
- ギター：飯室博
- ベース：松原秀樹

あーりんは反抗期!
- ゲスト・ボーカル：ももいろクローバーZ
- ラップ & プログラミング：前山田健一
- バッキング・ギター：板垣祐介

教育
- バッキング・ボーカル：浜野謙太
- エレクトリックベース：村上啓太
- ギター：仰木亮彦
- ドラム：永田真毅
- サクソフォーン：後関好宏
- トロンボーン：久保田森
- トランペット：村上基

津軽半島龍飛崎
- ドラム：伊藤史朗
- エレクトリックベース：長岡道夫
- ギター：高島政晴 / 大久保明
- ピアノ：吉田弥生
- ラテン・パーカッション：菅原裕紀
- ストリングス：元井信
- マンドリン：丸山恵一
- サックス：佐野博美
- シンセサイザー：伊戸のりお

シングルベッドはせまいのです
- プログラミング：前山田健一
- バッキング・ギター：板垣祐介

事務所にもっと推され隊
- プログラミング：前山田健一
- バッキング・ギター：板垣祐介